# Leopard 2A4
Leopard 2A4 — немецкий основной боевой танк. Четвёртая модернизация танка «Леопард-2». Производился с 1985 по 1992 год. По состоянию на 2023 год танк снят с вооружения в Германии, но всё ещё находится в эксплуатации в ряде других стран.

## История
Всего было произведено четыре серии общим количеством 695 машин. Пятая серия (нумерация серий ведётся с начала производства «Леопард-2» в 1979 году) с декабря 1985 года по март 1987 года — 370 машин. Шестая серия с января 1988 года по май 1989 года — 150 машин. Седьмая серия с мая 1989 года по апрель 1990 года — 100 машин. Восьмая серия с января 1991 года по март 1992 года — 75 машин. Кроме того, все Leopard 2 предыдущих выпусков были модернизированы до версии 2A4.
Начиная с пятой серии Leopard 2A4 получил цифровой баллистический вычислитель вместо применявшегося ранее аналогового, что позволило применять в том числе и боеприпасы производства США. Баллистические данные для боеприпасов разных типов хранились на индивидуальных для каждого типа боеприпаса заменяемых печатных платах. В центральный логический/распределительный блок ZLHV был интегрирован интерфейс для обучающей системы AGDVS, схожей с используемой армией США системой MILES. Также была установлена автоматическая система пожаротушения. Начиная с 97-й машины шестой серии была внедрена улучшенная броневая защита башни (установлены дополнительные пластины с добавлением титана и вольфрама) в лобовой части корпуса (с применением так называемой «технологии С» (C-tech)), а также новые передние бортовые щитки, новые гусеницы производства Diehl, и не требующие частого обслуживания аккумуляторные батареи. В восьмой серии танк получил улучшенную защиту гусениц, выполненную по «технологии D» (D-tech), и систему полевой юстировки основного прицела наводчика, юстировочное зеркало у среза ствола пушки. Впоследствии эта система была внедрена на все танки. Масса Leopard 2A4 последней серии составила 56,6 тонны.

## Конструкция

### Компоновка

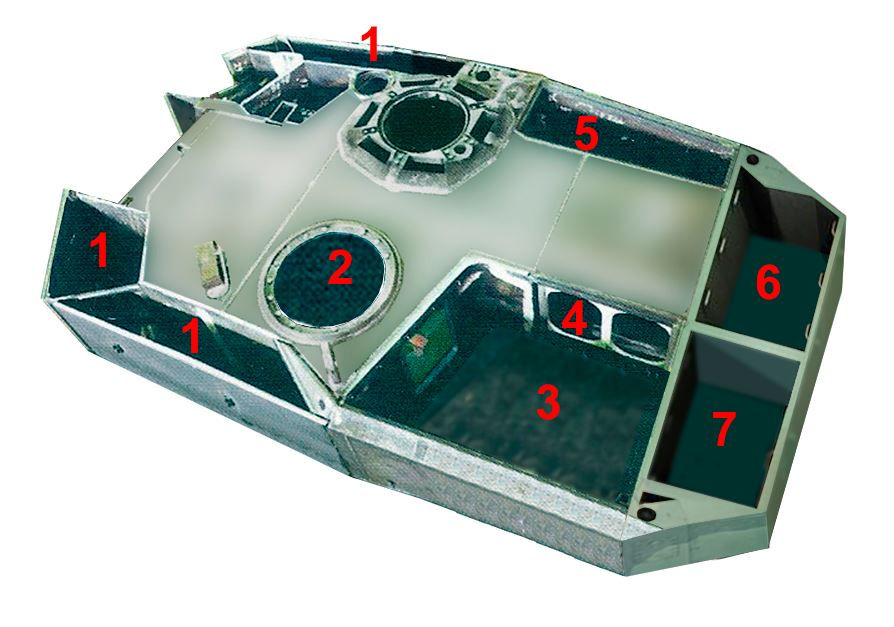
Башня танка Leopard 2А4 с частично демонтированными верхними бронелистами. 1. отсеки для вкладышей композитной брони; 2. Отсек экипажа; 3. Отсек основной боеукладки; 4. Отсек электроники СУО; 5. Отсек установки HKV; 6. Отсек для брезента; 7. Отсек для кабеля полевой связи

| Уменьшить обратно                  |
| Рисунок 1. Leopard 2А4. Компоновка |

Танк имеет классическую компоновку, с размещением моторно-трансмиссионного отделения в кормовой, боевого отделения в средней и отделения управления — в лобовой частях машины. Экипаж танка состоит из четырёх человек: командира, наводчика, заряжающего и механика-водителя — механик-водитель находится в передней части корпуса, командир танка, наводчик орудия (справа от орудия) и заряжающий (слева) находятся в башне. Вооружение состоит из 120-мм гладкоствольной пушки компании Rheinmetall длиной ствола 44 калибра, двух 7,62-мм пулемётов MG3 — спаренного с пушкой и зенитного, расположенного на крыше башни. Кроме того, на башне имеются блоки мортир дымовой завесы.
```
Рисунок 1
: 
1.
 Кольцевой радиатор охлаждения двигателя; 
2.
 Вентилятор радиатора; 
3.
 Решётка воздухозаборника радиатора; 
4.
 Силовая установка MB 873 Ka-501; 
5.
 Основная боеукладка; 
6.
 Воздухозаборник двигателя; 
7.
 Левый аккумуляторный ящик; 
8.
 Люк заряжающего; 
9.
 Люк командира; 
10.
 Зенитный пулемёт; 
11.
 Рабочее место заряжающего; 
12.
 Командирский прицел PERI R17; 
13.
 Курсовой пулемёт; 
14.
 Запасной прицел наводчика FERO-Z18; 
15.
 Основной прицел наводчика EMES 15; 
16.
 Дополнительная боеукладка; 
17.
 Левый топливный бак; 
18.
 Эжектор; 
19.
 Эталонное зеркало системы полевой корректировки прицела; 
20.
 Грунтозацеп на траки для слабых грунтов; 
21.
 Левый буксировочный крюк; 
22.
 Композитная вставка лобовой брони корпуса; 
23.
 Натяжной ролик гусеницы; 
24.
 Композитная броневставка башни; 
25.
 Место механика-водителя; 
26.
 Правый топливный бак; 
27.
 Место наводчика; 
28.
 Место командира; 
29.
 Мортиры постановки дымовой завесы; 
30.
 Компьютер системы управления огнём; 
31.
 Вышибная крышка отсека основной боеукладки; 
32.
 Опорный каток (по 7 с каждого борта); 
33.
 Правый аккумуляторный ящик; 
34.
 Правый задний ящик ЗИП; 
35.
 Ведущая звёздочка; 
36.
 Указатель заднего габарита для командира танка; 
37.
 Защитная решетка выброса нагретого воздуха из отсека охлаждения двигателя.
```

### Броневой корпус и башня
Корпус и башня сварные. Верхние лобовые листы корпуса и башни имеют большой угол наклона. В конструкции бронекорпуса и башни используется композитная броня, первоначально (1970-е гг.) созданная на базе брони типа «Чобхэм». У всех машин предыдущих модификаций, модернизированных до уровня 2A4, и у 465 первых серийных машин эта броня выполнена по «технологии В» (В-tech), у остальных — более совершенная C-tech. В корпусе броневставка из композитной брони прикрывает спереди механика-водителя и дополнительную боеукладку (см. Рис. 1), в башне композитная броня находится в специальных отсеках, расположенных в лобовой части башни и по бокам. Верхняя часть гусеничной цепи, и, соответственно, корпус за ней, защищена бортовыми экранами из армированной резины. В передней части танка (от натяжного ролика гусеничной цепи по второй опорный каток) в связи с необходимостью защиты дополнительной боеукладки вместо бортовых экранов применено усиленное бронирование в виде трёх коробов с композитной броней внутри.В днище корпуса за местом механика-водителя имеется аварийный люк.
| броня башни от кинетических снарядов, мм            | 600        | 620 |
| броня башни от кумулятивных снарядов, мм            | 620 — 710  |     |
| передняя броня корпуса от кинетических снарядов, мм | 590 — 690  |     |
| передняя броня корпуса от кумулятивных снарядов, мм | 810 — 1290 |     |

### Вооружение
Танк оснащен 120-мм гладкоствольной пушкой Rh-120 фирмы Rheinmetall с длиной ствола в 44 калибра. В боекомплект входят бронебойные оперённые подкалиберные снаряды и фугасно-кумулятивные, предназначенные для поражения широкого спектра целей. 15 из 42 выстрелов хранятся в укладке первой очереди, расположенной в кормовой нише башни под вышибной панелью, остальные находятся в передней части корпуса танка слева от механика-водителя. Основными снарядами являются БОПС DM43 и кумулятивно-осколочный DM12. С пушкой спарен пулемёт MG3 калибра 7,62-мм. Ещё один MG3 находится в турельной установке на люке заряжающего..
| Используемые боеприпасы | Используемые боеприпасы | Используемые боеприпасы                                    |
| Наименование            | тип                     | пробиваемая броня на расстоянии 2 км в эквиваленте RHA, мм |
| ----------------------- | ----------------------- | ---------------------------------------------------------- |
| DM-33                   | кинетический            | 470                                                        |
| DM-43 (LKE-I)           | кинетический            | 560 — 600                                                  |
| DM-53 (LKE-II)          | кинетический            | 650 ― 750                                                  |
| DM-63 (LKE-II)          | кинетический            | 650 ― 750                                                  |
| DM-73                   | кинетический            | 800                                                        |
| M829A3                  | кинетический            | 800                                                        |
| DM-12                   | кумулятивный            | 480                                                        |

### Система управления огнём

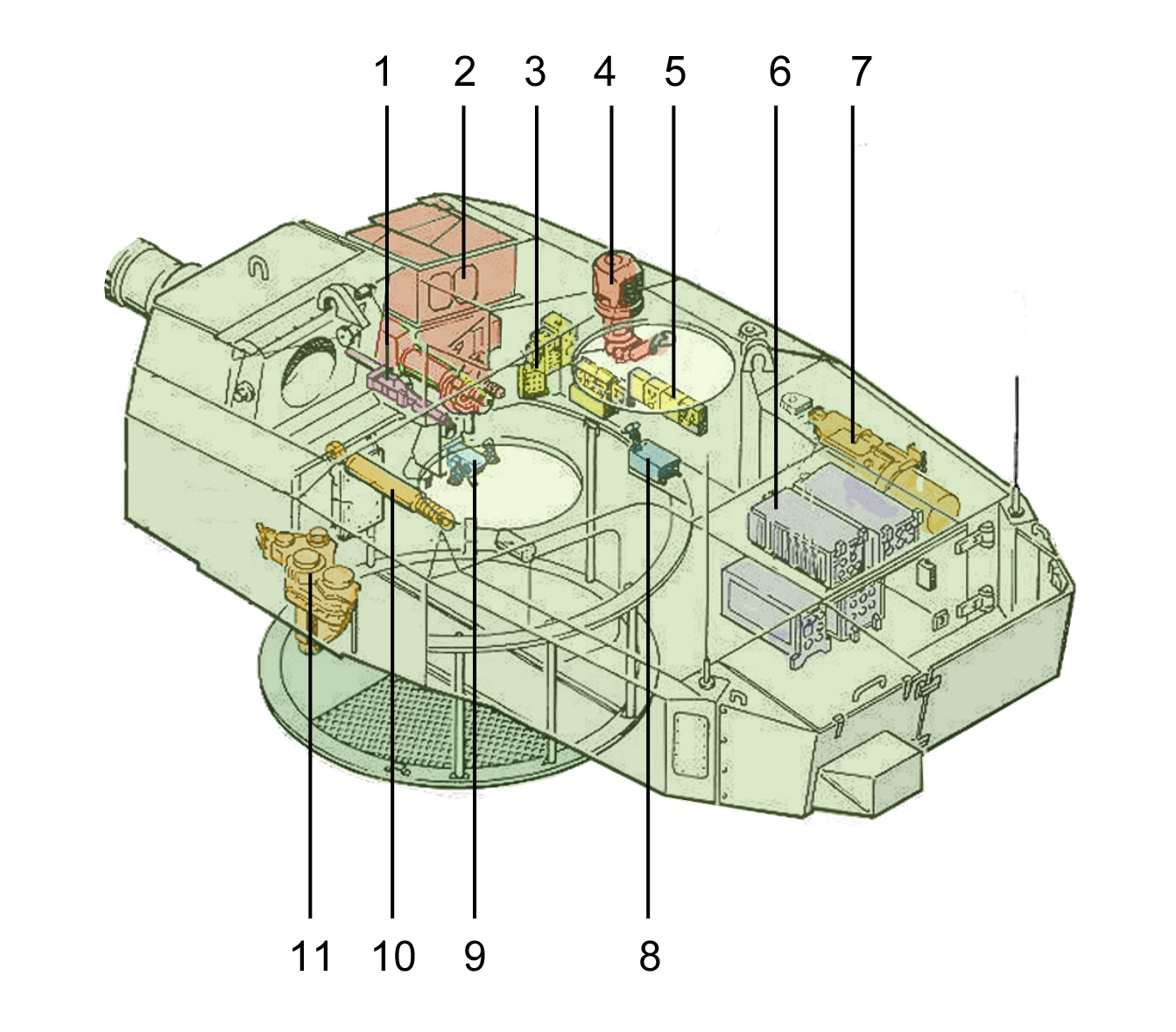
Компоненты СУО танка Leopard 2А4. 1. Вспомогательный прицел наводчика FERO-Z18; 2. Основной прицел наводчика EMES 15; 3. Контрольная панель наводчика; 4. Командирский прицел PERI R17; 5. Приборы командира; 6. Блок электроники СУО; 7. Установка HKV; 8. Джойстик командира; 9. Рукоятка управления наводчика; 10. Гидроцилиндр вертикальной наводки; 11. Привод башни

Система управления огнем (СУО) аналоговая с цифровым баллистическим вычислителем. Управление башней и пушкой осуществляет в основном наводчик при помощи своей ручки управления. Перемещение ручки приводит к изменению положения головного зеркала в прицеле EMES, исходя из которого баллистический вычислитель, используя так же данные с ряда датчиков, и вводимые вручную параметры, рассчитывает необходимые для поражения цели угол поворота башни и угол подъёма пушки, и передает их на исполнительные механизмы системы поворота башни и стабилизации пушки WNA-H22. СУО способна использовать различные типы боеприпасов, рассчитывая баллистическую траекторию с учётом их характеристик, температуры воздуха, температуры снаряда, топографии местности и бокового ветра. Если танк ведёт стрельбу по движущейся цели, также учитываются угловые скорости по горизонтали и вертикали. Для прицеливания и поражения цели наводчику надо только выбрать мишень и поставить на неё маркер. Обнаружить замаскированные цели помогает тепловизор.

#### Датчики
Датчик вертикали с гироскопом, измеряющий наклон цапф пушки, находится под пушкой. Там же находится датчик вертикального и горизонтального перемещения пушки. Аналогичный датчик для башни находится в секции электроники в корме башни. Датчик положения башни, контролирующий поворот башни относительно корпуса, находится на левом борту башни возле механизма её привода. Датчики угла подъёма пушки находятся по обеим сторонам пушки, Датчик положения пушки относительно башни находится на внутренней маске пушки. Датчик скорости и направлении движения танка установлен в коробке передач.
Вручную вводятся высота над уровнем моря, температура воздуха, тип боеприпаса, значение силы бокового ветра.

#### Электронный блок
Основными компонентами электронного блока СУО являются баллистический вычислитель, логический распределительный блок ZLHV и компьютерное контрольно-измерительное устройство (нем. Rechnergcstutztes Prufgerat) RPP 1–8, которое тестирует СУО и сообщает об ошибках в системе при работе.
СУО имеет три основных режима и пять подрежимов.
Режимы:
- STAB EIN (стабилизация включена). Все системы функционируют, стабилизация всех прицелов и управление вооружением активны. Динамическое упреждение и компенсация смещения пушки доступны. Возможны подрежимы RH, KH, KW, КР, ZZ, ZU и ZZU.
- BEOBACHTEN (наблюдение). Этот режим используется в случае, когда танк стоит на месте, и в случае поломки привода башни или СУО. Он отличается от режима STAB EIN в основном отсутствием стабилизации прицелов наводчика и командира. Ручка управления наводчика непосредственно связана с приводом башни. Также наводчик может использовать аварийные приводы башни. Динамическое упреждение и компенсация смещения пушки недоступны. Доступны подрежимы RH, КР, ZU и ZZU. Так как привод башни не обеспечивает стабилизацию, давление в гидросистеме, и, соответственно, энергопотребление ниже, чем в режиме STAB EIN.
- TURM AUS (башня отключена). Аварийный режим работы башни и вооружения. Применяется при полной неработоспособности электроники и/или приводов башни Наводчик может наводить башню с пушкой только при помощи рукояток аварийного привода. Прицеливание возможно только с помощью вспомогательного прицела, а ведение огня за счет аварийного генератора с ручным приводом. Прицел командира не может быть задействован в наводке. Доступен только подрежим RH.

Подрежимы:
- RH: Наводчик наводит пушку с помощью одного из своих прицелов
- КH: Командир наводит пушку, используя свой прицел. Подрежим может применяться при выходе из строя прицела наводчика или самого наводчика..
- KW: Командир наводит пушку с помощью своей ручки управления, используя прицел наводчика EMES. Изображение с EMES выводится на окуляр прицела командира.
- КР: Командир ведет наблюдение через свой прицел, независимо от положения башни.
- ZU: Наблюдение за целью. Командирский прицел автоматически поворачивается на линию визирования EMES, командир видит, куда целится наводчик
- ZZU: Дополнительное наблюдение за целью. Командир направляет изображение с EMES в свой окуляр. Линия визирования командирского прицела не меняется.
- ZZ: Целеуказание. Командир сначала в подрежиме КН выводит пушку и прицел наводчика на линию визирования командирского прицела, после чего передает управление обратно наводчику. Этот режим используется, когда командир обнаруживает цель и предоставляет дальнейшее её сопровождение и открытие огня наводчику[11].

#### Система поворота башни и стабилизации пушки
Электрогидравлическая система WNA-H22 состоит из гидросиловой установки HKV, создающей давление в системе, а также приводов поворота башни и вертикального наведения пушки. Ёмкость гидросистемы составляет 36 литров, давление при работе в режиме STAB EIN — 160 атмосфер.
- Установка HKV размещена в корме башни справа и представляет собой комплекс из гидробака, аксиально-поршневого насоса, приводимого в действие электродвигателем, и гидроаккумулятора. При работе в режиме стабилизации вооружения установка сильно нагревается и при превышении температуры выше расчетных значений автоматически отключается.
- Привод башни гидравлический, установлен по левому борту башни. Представляет собой гидромотор, соединённый через зубчатый редуктор с погоном башни.
- Привод вертикального наведения пушки представляет собой гидравлический цилиндр, размещённый под пушкой.
- Система аварийного наведения применяется в случае, когда установка HKV неработоспособна или в основной системе имеется утечка рабочей жидкости. В аварийном режиме используется отдельный гидравлический контур со своим маслобаком. (В обычном режиме этот контур используется наводчиком для управления бронестворками прицела). Давление в системе создает наводчик, вращая штурвалы, соединённые с небольшими гидронасосами, Штурвалы аварийного наведения расположены за рукояткой наводчика. Наведение в аварийном режиме осуществляется очень медленно — для поворота башни на один градус надо сделать три оборота штурвала, для изменения положения ствола пушки на один градус — четыре оборота.

### Средства наблюдения

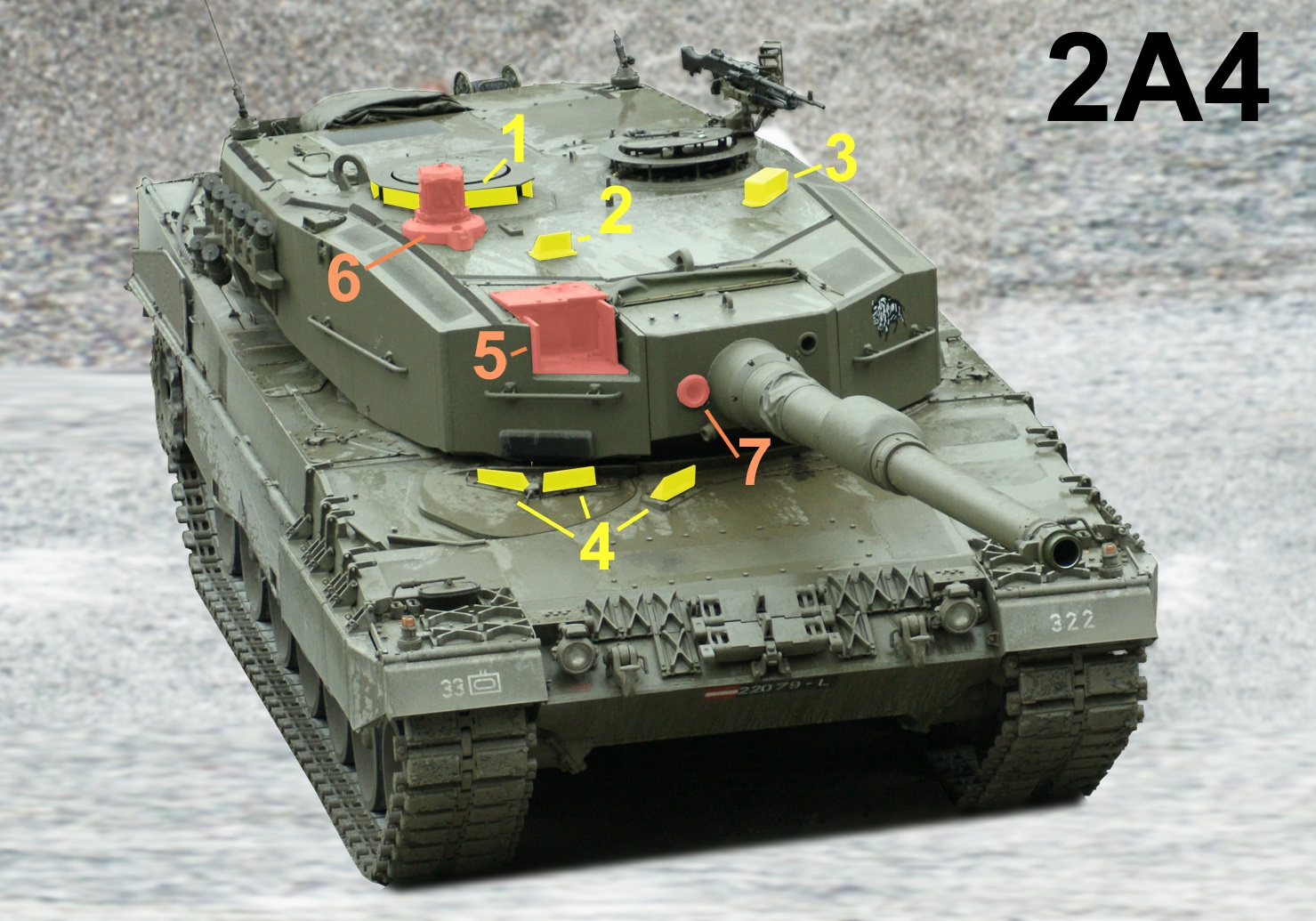
Расположение наружных частей приборов наблюдения и прицелов танка «Леопард-2». 1. триплексы командира; 2. Триплекс наводчика; 3. Триплекс заряжающего; 4. триплексы механика-водителя; 5. EMES 15; 6. PERI R17; 7. FERO-Z18.

Leopard 2A4 имеет шесть командирских триплексов, расположенных по периметру командирского люка, которые обеспечивают командиру танка круговой обзор. Также имеются триплекс наводчика, триплекс заряжающего, и три триплекса механика-водителя (два в люке механика-водителя и один в корпусе слева от люка).

### Прицелы

#### Прицелы наводчика

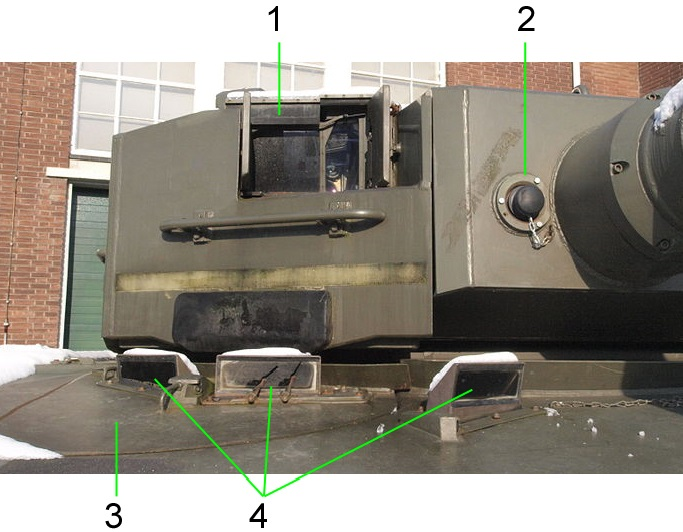
Прицелы наводчика и перископы механика-водителя танка Leopard 2А4.
1. EMES 15. Слева виден тепловизионный канал, а в меньшем по размеру окне справа ― канал дневного видения и лазерный дальномер; 2. FERO-Z18. Закрыт транспортной заглушкой; 3. Люк механика-водителя; 4. Перископы механика-водителя

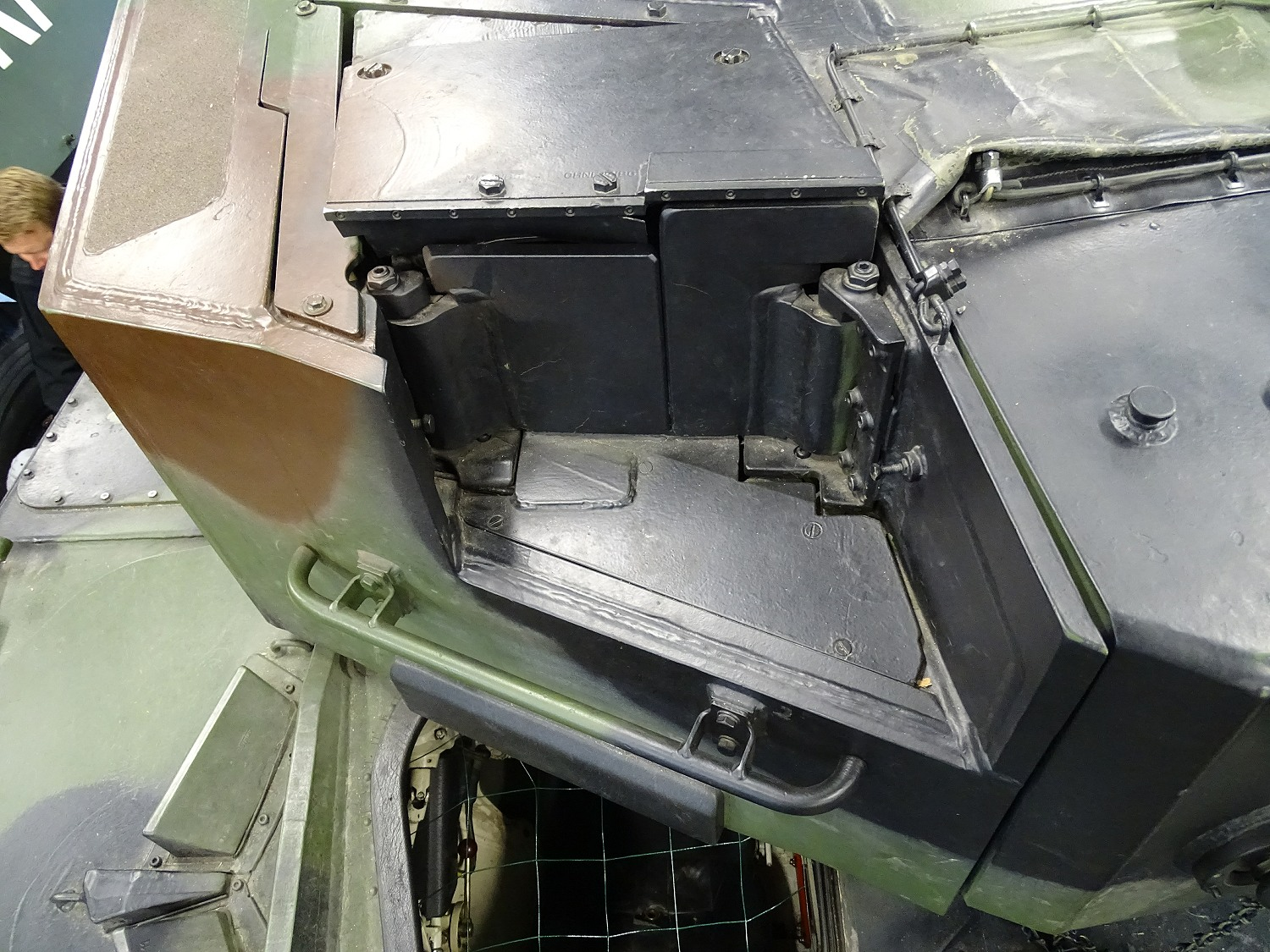
EMES 15. Бронестворки закрыты

Основной прицел: EMES 15. Имеет независимую стабилизацию в двух плоскостях. В прицеле совмещены тепловизор, а также лазерный и стереоскопический дальномеры, связанные с компьютером СУO танка. Оптический прицел имеет двенадцатикратное увеличение и поле зрения 5 градусов. Лазерный дальномер: Zeiss-Eltro Optronic CE628. Твердотельный лазер (ND-YAG (неодим-иттрий-алюминий-германий)) измеряет расстояния до 9 990 метров с точностью 20 метров, при этом учитываются только расстояния стрельбы от 200 до 4000 метров. Для измерений меньше 200 метров баллистический вычислитель СУО рассчитывает поправку самостоятельно, значения свыше 4 000 метров необходимо вводить вручную. Дальномер может выполнить до трёх измерений за четыре секунды. Данные о дальности передаются на баллистический вычислитель СУО и используются для расчета алгоритмов стрельбы. Кроме того, поскольку лазерный дальномер встроен в основной прицел наводчика, наводчик может напрямую считывать цифровое измерение дальности. Тепловизизор: WBG-X также от Carl Zeiss с стандартной матрицей Армии США CdHgTe (кадмий-ртуть-теллур) в 120 элементов, работающей в диапазоне волн от 8 до 14 микрон. Имеет режимы четырёх- и двенадцатикратного увеличения. Позволяет вести наблюдение и бой как днём, так и ночью. В рабочем режиме матрица тепловизора должна быть охлаждена до −196 °C, вследствие чего после включения прибора ему требуется примерно 15 минут на охлаждение. Тепловизор охлаждается двигателем замкнутого цикла Стирлинга. Дисплей зелёный монохромный с выбираемой полярностью чёрного или белого, что позволяет отображать источники тепла либо особенно яркими, либо тёмными. В нормальных условиях тепловизор позволяет вести наблюдение на дальности около 3000 метров. Сильный дождь, снег и густой туман значительно уменьшают дальность действия тепловизора.
Система полевой юстировки основного прицела наводчика предназначена для корректировки линии визирования прицела при изгибе ствола от нагрева при стрельбе. В режиме юстировки эталонный световой луч из прицела отражается от юстировочного зеркала у среза ствола пушки, после чего наводчик совмещает метку прицела с эталонной.
Вспомогательный прицел: FERO-Z18 с восьмикратным увеличением. Установлен соосно орудию. Если СУО выходит из строя, он служит аварийной оптикой.

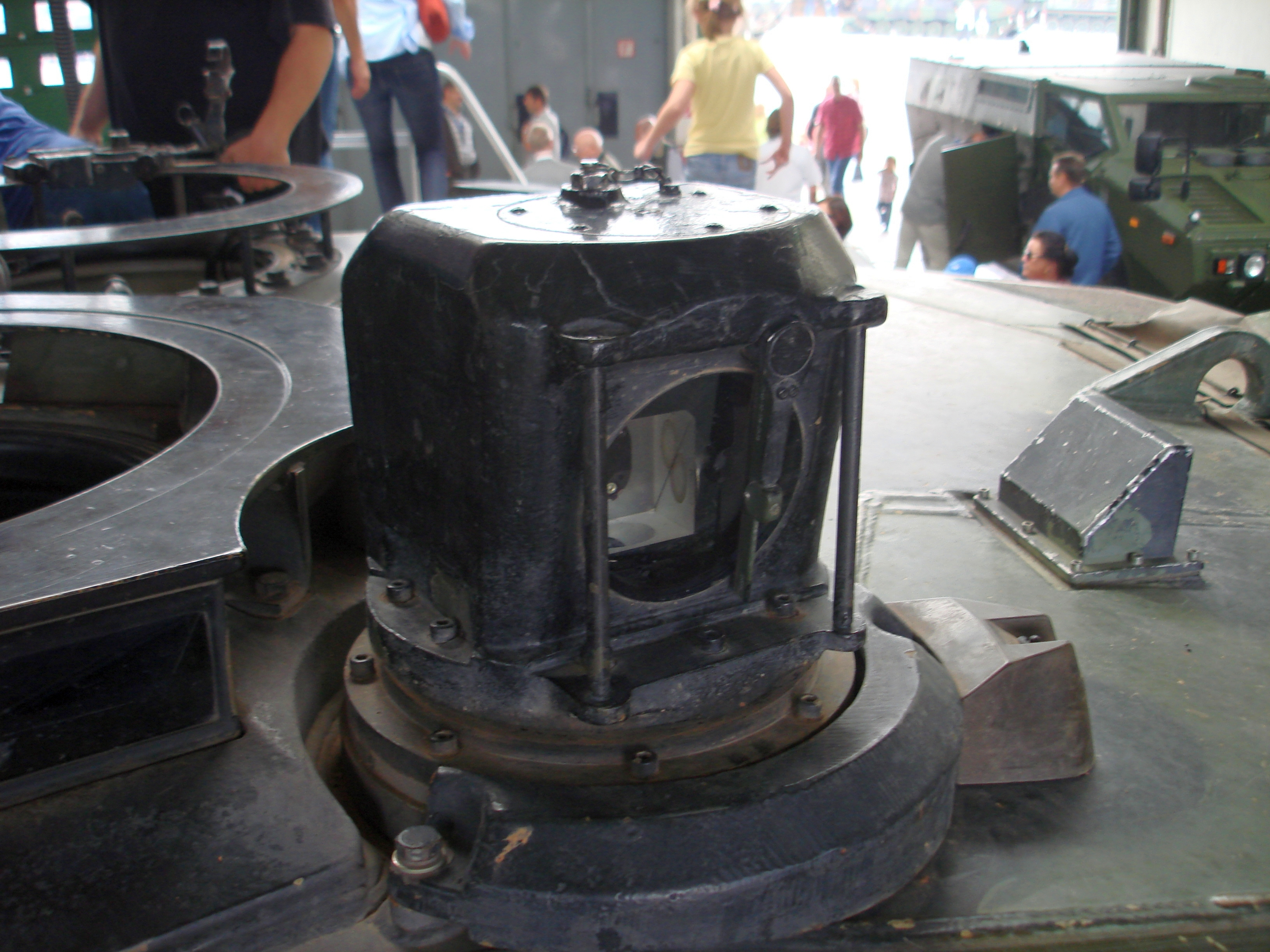
Командирский прицел PERI R17 танка Leopard 2А4.

#### Прицел командира
Панорамный прицел-перископ PERI R17 со стабилизированной линией визирования и возможностью двух- и восьмикратного увеличения с полем зрения 27 градусов или 7 градусов, в зависимости от установленного увеличения. Обеспечивает круговой обзор с поворотом на 360°. Функция измерения расстояния отсутствует. Командир может самостоятельно наблюдать через прицел за целями, назначать цели наводчику и следить за ним. Для этого в PERI предусмотрены следующие возможности настройки: При нажатии кнопки KH (нем. Kommandant führt Hauptwaffe — командир управляет орудием) башня поворачивается на линию прицеливания PERI. При нажатии кнопки ZÜ (нем. Zielüberwachung — наблюдение за целью), наоборот, PERI поворачивается на линию визирования EMES, командир видит цель наводчика.
Командирский PERI R17 соединён с окулярным узлом EMES через оптический канал. Это позволяет командиру использовать тепловизионный прибор наводчика для наблюдения и управления огнем и меточный канал EMES.

### Средства связи
Цифровая радиостанция SEM 80/90 производства Standard Elektrik Lorenz..

### Cистема пожаротушения
Огнеупорная перегородка отделяет боевое отделение от моторного отсека в задней части машины. Боевой отсек оснащен системой обнаружения и тушения пожаров.

### Силовая установка

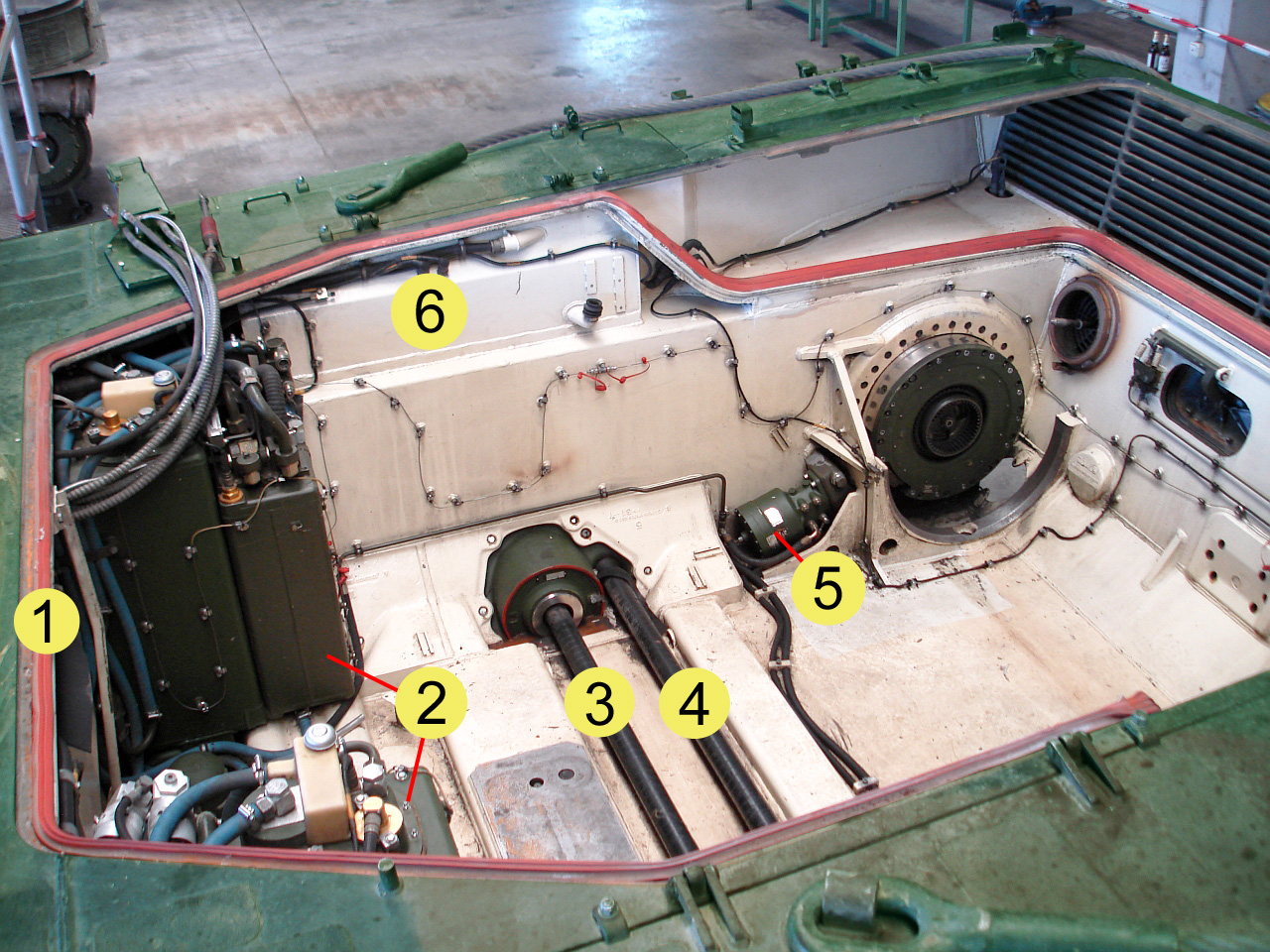
МТО танка Leopard2.
1. Резиновое уплотнение; 2, Топливные баки; 3. Торсион седьмого опорного катка левого борта; 4. Торсион седьмого опорного катка правого борта; 5. Рабочий цилиндр гидропривода тормоза левого борта; 6. Левый аккумуляторный ящик

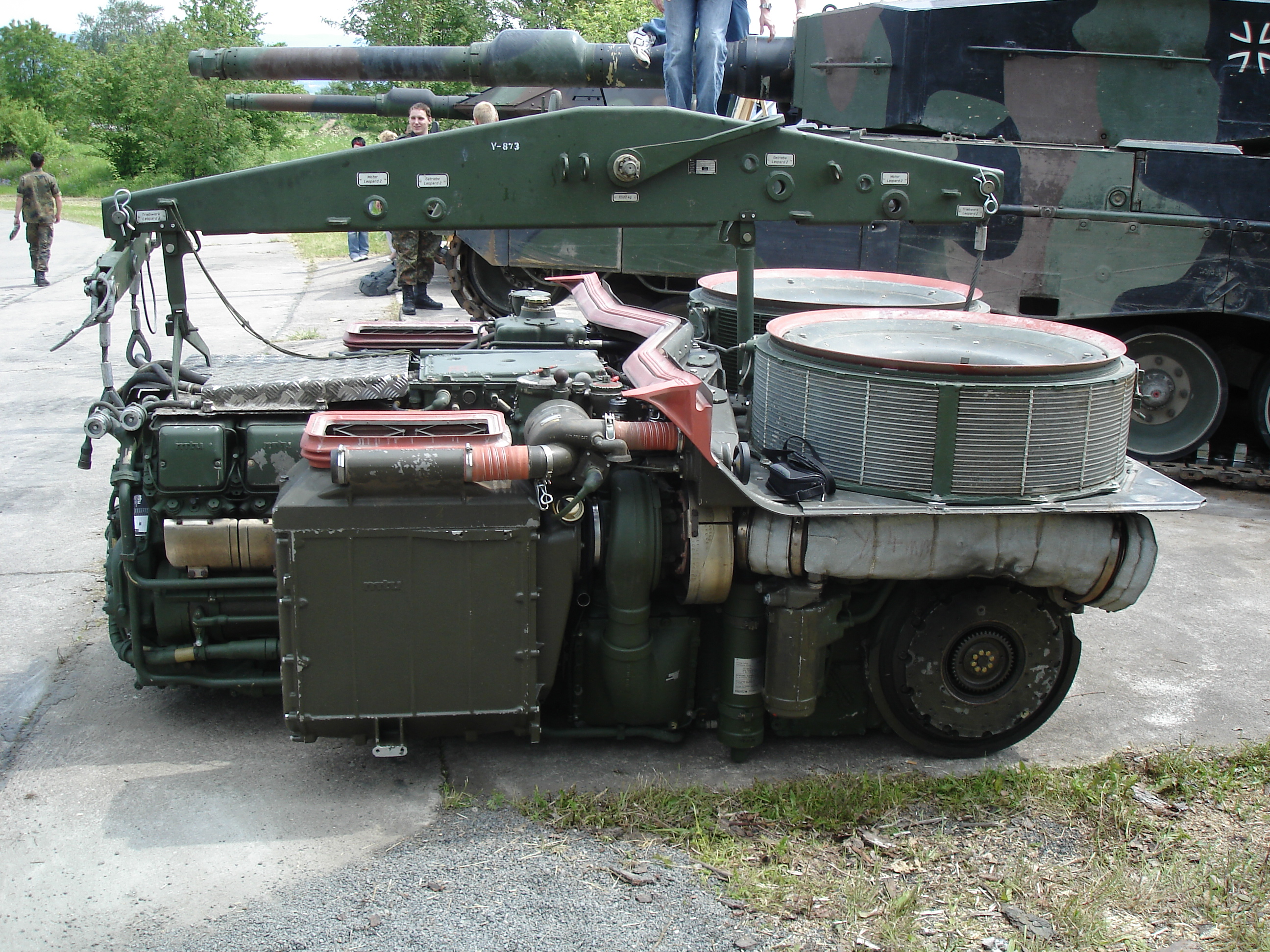
Силовой моноблок с двигателем MTU MB 873 (MTU Friedrichshafen GmbH)

Силовая установка состоит из двигателя и трансмиссии и объединена в единый конструкционный блок; который можно заменить за 45 минут даже в полевых условиях.

#### Двигатель
Двигатель в моторно-трансмиссионном отделении (МТО) расположен вдоль корпуса танка, а между МТО и боевым отделением установлена огнеупорная перегородка. Танк имеет многотопливный V-образный 12-цилиндровый четырёхтактный форкамерный дизельный двигатель с жидкостным охлаждением и турбонаддувом MB 873 мощностью 1500 л. с. при 2600 об/мин. Максимальный крутящий момент в 4700 Нм достигается при 1600 об/мин. Двигатель разработан и производится германской фирмой MTU. На двигателе размещены два турбокомпрессора и два охладителя наддувочного воздуха (интеркулера), включённые в общую систему охлаждения. Воздух для питания двигателя поступает через два воздухозаборника, расположенные на крыше МТО и прикрытые сверху кормовой нишей башни, в два двухступенчатых воздухоочистителя, закреплённые с двух сторон на двигателе и соединённые короткими патрубками с турбокомпрессорами. Пыль, отфильтрованная на первой ступени, удаляется электровентиляторами. Система смазки двигателя — под давлением с сухим картером. Электрогенератор редукторный с масляным охлаждением, мощностью 20 кВт и напряжением 24 Вольта.
Двигатель не является полностью многотопливным. Для работы необходима топливная смесь, состоящая как минимум из 60 % дизельного топлива и 40 % другой воспламеняющейся жидкости.
Топливо хранится в пяти топливных баках общей ёмкостью 1160 литров. Два основных топливных бака размещаются в МТО сразу за погоном башни. Ёмкость левого бака — 280 литров, правого — 250 литров. Два дополнительных топливных бака размещены в передней части корпуса в надгусеничных полках. Ёмкость левого бака — 230 литров, правого — 350 литров. Кормовой топливный бак имеет ёмкость 50 литров. Основные и дополнительные топливные баки каждого борта соединены в одну систему, из которой топливо подается насосом в кормовой бак, из которого, в свою очередь, оно подаётся через топливный насос высокого давления в систему впрыска двигателя. При нормальной работе бортовые баки опустошаются параллельно, но возможно переключение на баки только одного борта.
Система охлаждения двигателя включает в себя два расположенных в кормовой части танка кольцевых радиатора со встроенными вентиляторами. При преодолении водных преград вентиляторы отключаются и радиаторы омываются забортной водой. При нормальной работе нагретый воздух выдувается из радиаторов через большую заднюю решетку и используется там для охлаждения горячих выхлопных газов, которые также выбрасываются под небольшим углом вниз через две круглые решётки. Выхлопная система оснащена обратными клапанами для подводного хода.

#### Трансмиссия
Трансмиссия HSWL-354/3 фирмы Renk гидромеханическая с блокируемым комплексным гидротрансформатором, 4-ступенчатой механически-гидродинамической планетарной коробкой передач Powershift с реверсивной ступенью и дифференциальным двухпоточным механизмом поворота с гидрообъёмной передачей. Реверс включается с помощью фрикционных элементов; он даёт возможность быстрого переключения с переднего на задний ход в момент, когда танк ещё продолжает двигаться вперед (со скоростью не более 8 км/ч). Коробка передач состоит из трёх планетарных рядов с дисковыми тормозами, обеспечивающими включение I, II и III передач, и блокировочного фрикциона для включения IV передачи.
В качестве малоизнашиваемой передачи мощности в нижнем диапазоне оборотов используется гидротрансформатор. При оборотах свыше 300 об/мин гидротрансформатор автоматически блокируется специальной муфтой .
Встроенный в коробку передач рабочий тормоз работает в два этапа. На скорости выше 35 км/ч танк тормозится неизнашивающимся гидравлическим тормозом потока (гидродинамическим тормозом-замедлителем). Ниже этой скорости при помощи гидропривода с рабочим давлением >98 бар. подключаются тормозные диски. Это позволяет танку резко тормозить со скорости 70 км/ч с тормозным путем всего 20,6 метра.

### Ходовая часть
В системе подрессоривания применена индивидуальная торсионная подвеска с фрикционными амортизаторами на 1, 2, 3, 6, 7 узлах и гидравлическими подрессорниками. Гусеница имеет обрезиненную беговую дорожку и съёмные резиновые подушки. Пробег танка до капитального ремонта установлен в 10 000 километров.

## Модификации

### Leopard 2A4A2
Командирский танк. Отличается наличием дополнительной радиостанции

## На вооружении

### Австрия
В 1996 году Австрия купила 114 танков (+1 запасная башня) Leopard 2A4NL у Нидерландов по цене 1,3 млн евро за единицу. Это были танки, построенные в период с декабря 1984 по декабрь 1985 года и поставленные армии Нидерландов как Leopard 2A3. Машины были оснащены голландскими дымовыми гранатами и радиооборудованием, бельгийским 7,62-мм пулемётом FN MAG, и переговорным устройством Rovis VIC-3-0. В 2006 году их количество было сокращено до двух танковых батальонов, а в 2011 году 40 танков Leopard 2 были проданы обратно производителю KMW (12 из которых впоследствии арендовала Венгрия). На следующем этапе австрийские бронетанковые силы были сокращены до одного танкового батальона.. По состоянию на начало 2023 года в эксплуатации находятся 58 танков «Леопард 2A4»: 48 в 14-м танковым батальоне, базирующемся в Вельсе, и ещё 10 машин, часть из которых используется для обучения вождению, а часть находится в резерве. Остальные 16 танков находятся в нерабочем состоянии и частично разобраны на запчасти.
В 2021 году появился проект модернизации австрийских Леопард 2A4 под названием Leopard 2 AUT (Austrian Upgraded Tank). В феврале 2023 года Министерство обороны Австрии объявило, что австрийские Леопард 2A4 должны быть модернизированы до версии Леопард 2A7. Первый Леопард 2A4 будет передан для модернизации производителю Krauss-Maffei Wegmann в 2023 году. Модернизация всех танков будет завершена к 2030 году. Стоимость составляет около 191 млн евро.

### Венгрия
В 2018 году Венгрия арендовала у KMW 12 танков Леопард 2А4 из партии, ранее купленных компанией у Австрии.. Машины предназначены для обучения экипажей танков Леопард 2А7HU, поставка которых должна начаться в 2023 году. Танки, получившие индекс Леопард 2А4HU, после проведенного KMW капитального ремонта были доставлены в Венгрию в течение 2020 года, а в 2021 году дополнительно прибыли 4 башни для замены в случае поломок.

### Греция
В 1998 году Греция заключила контракт на покупку 184 бывших в употреблении танков Леопард 2А4 и 170 новых танков Леопард 2A6HEL. Некоторые Леопард 2A4 были оснащены в Греции 105-мм пушкой и используются как учебные. В 2021 году на выставке DEFEA 2021 представлен демонстратор Леопард 2A4 Upgrade, представляющий возможные варианты модернизации Леопард 2A4 с участием греческих компаний.

### Дания
В декабре 1997 года Вооруженные силы Дании заказали в Германии 51 бывших в эксплуатации Леопард 2A4 (производства с 1980 по 1986 год). С лета 2000 года 18 из заказанных танков были отправлены в Данию для обучения экипажей и обслуживающего персонала. 29 июня 2000 года командование сухопутных войск Дании подписало контракт с KMW на модернизацию 51 танка Леопард 2A4 до стандарта Леопард 2A5DK. Модернизация проводилась с 2002 по 2005 год..

### Индонезия
В 2013 году Индонезия приобрела у компании Rheinmetall 103 танка Леопард 2A4. В то же время были приобретены 4 БРЭМ Bergepanzer 3Ri Buffel, 3 бронированных инженерных машины Pionierpanzer 2Ri Dachs и 3 мостоукладчика BRLPZ-1 Brucklegenpanzer Biber. 42 машины в конфигурации Леопард 2+ (Леопард 2A4 с пушкой и СУО, доработанными для применения современных снарядов, в том числе и с программируемым взрывателем, электроприводами системы стабилизации пушки, ВСУ и кондиционером) были поставлены в течение 2014 года. Начиная с 2016 года были поставлены остальные 61 танк уже в конфигурации Леопард 2RI, которая, сверх доработок, аналогичных Леопард 2+, имела элементы дополнительного бронирования, базирующегося на комплекте бронирования AMAP демонстратора Rheinmetall MBT Revolution.

### Испания
В 1995 году правительства Германии и Испании заключили соглашение о приобретении 308 танков Леопард 2E. Для обучения экипажей и обслуживающего персонала Испания взяла в аренду на пять лет 108 танков Леопард 2А4 из состава Бундесвера, которые были поставлены в с 1995 по 1996 год. Поскольку производство Леопард 2Е в первоначально оговоренные сроки начать не удалось, арендованные машины сначала перешли в лизинг, а в 2005 году были полностью выкуплены Италией, и получили обозначение Леопард 2А4Е. Единственным изменением Леопард 2А4Е по сравнению с немецкой версией была замена радиостанции. В 2012 году эксплуатация 54 единиц Леопард 2А4Е была прекращена, и они были отправлены на базу длительного хранения «Касетас» в Сарагосе, где, в том числе, использовались и в качестве источника запасных частей для действующих машин. В начале 2023 года правительство Испании приняло решение о передаче Украине 10 Леопард 2А4Е с базы хранения в Сарагосе после восстановительного ремонта стоимостью в 4,1 млн евро. Шесть из них были отправлены в конце апреля 2023 года.

### Канада
В 2007 году канадская армия арендовала на два года у Бундесвера 20 танков Леопард 2A6M и две ремонтно-эвакуационные машины BPz3 Buffalo для использования в Афганистане. Контракт также предусматривал материально-техническое обеспечение операции, включая обучение немецкой армией канадских танкистов и ремонтного персонала. Впоследствии срок аренды был продлён до конца 2010 года.
12 апреля 2007 года министерство обороны Канады объявило о закупке 80 танков Леопард 2A4NL и 20 танков Леопард A6NL на сумму 650 миллионов долларов США со складов Нидерландов. Поставка по контракту началась с конца 2008 года. Ещё двенадцать танков Panzer 87 были закуплены в Швейцарии в 2011 году для переоборудования в бронированные инженерные и эвакуационные машины. Также в Германии были закуплены 15 Леопард 2A4 для разборки на запчасти.
42 закупленных танка Леопард 2A4NL с конца 2010 до конца 2012 года прошли капитальный ремонт и были приведены компанией Rheinmetall Canada в соответствие канадским стандартам, после чего использовались в качестве учебных под наименованием Леопард 2A4 CAN. Общие затраты на модернизацию и ремонт составили 17 миллионов евро. 20 танков Леопард 2A4NL были модернизированы компанией KMW до стандарта Леопард 2A4M CAN. Первые пять машин были готовы в ноябре 2010 года и в январе 2011 года были отправлены в Афганистан. Остальные танки в июле 2012 года были поставлены напрямую в Канаду. Ещё 20 Леопард 2A4NL были модернизированы до стандарта Леопард 2A6M CAN. Из оставшихся Леопард 2A4NL и Pz 87 18 машин были переоборудованы компанией Flensburger Fahrzeugbau Gesellschaft в универсальные машины БРЭМ/ИМР Wisent 2, и 12 — компанией Rheinmetall Canada в БРЭМ BUFFEL ARV3.
На 2013 год в армии Канады насчитывалось 42 учебных танка Леопард 2A4 CAN и 20 танков Леопард 2A4M CAN,
В феврале-апреле 2023 года Канада передала 8 танков Леопард 2A4 CAN Украине.

### Нидерланды
Вооружённые силы Нидерландов стали первым иностранным покупателем танков Леопард 2. С 1981 по 1986 год общей сложности было приобретено 445 машин.. Все они были модернизированы до версии Леопард 2A4NL.

### Норвегия
В период с 2001 по 2002 год Норвегия закупила у Нидерландов 52 подержанных Леопард 2A4NL. После модернизации под стандарты армии Норвегии танк получил обозначение Леопард 2A4NO По состоянию на начало 2023 года в рабочем состоянии осталось только 36 машин. В марте того же года 8 из них были переданы Украине.

### Польша
В 2002 году Германия подарила Польше 128 танков Леопард 2A4 из запасов Бундесвера. В 2012 году Польша купила ещё 14 Леопард 2A4 из запасов Бундесвера. Польские танки версии 2A4 проходят модернизацию до стандарта Leopard 2PL (упрощённая польская версия 2A5). В феврале-марте 2023 года Польша передала 14 танков Леопард 2A4 Украине.

### Сингапур
В 2006 году Сингапур купил у компании Rheinmetall 96 танков Леопард 2А4, из них 30 на запчасти. В 2010/2011 годах 66 машин были модернизированы до уровня Леопард 2SG Mk. I. В 2017 году танки модернизированы до уровня Леопард 2SG Mk. II В отчётах Германии для базы данных Регистра обычных вооружений Организации Объединённых Наций указано, что в Сингапур в период с 2007 по 2012 год был экспортирован 161 танк Леопард 2. (Сингапур заявил о получении 156 Leopard 2A4 за тот же период), а в период с 2016 по 2017 год — ещё 25 Леопард 2

### Словакия
В 2022 году между правительствами Германии и Словакии была достигнута договорённость, что Словакия получит от Германии 15 танков Леопард 2А4 взамен 30 танков Т-72М1, переданных Украине. По состоянию на 17 апреля 2023 г Германия поставила 2 танка из 15. Поставка остальных ожидается до конца года

### Турция
В 2001 году Турция проводила сравнительные испытания Леопарда 2A4, M1A2 «Абрамс», «Леклерк» и Т-84, в которых отдала предпочтение немецкому танку. В 2005 году Турция купила 298 танков со складов Бундесвера. Турция хотела купить 1000 танков, но правительство Германии отказалось одобрить такую сделку.

### Украина
В феврале-марте 2023 года Украина получила 14 танков Леопард 2A4 от Польши. В марте 2023 года Украина получила 8 танков Леопард 2A4NO от Норвегии. В апреле 2023 года из Испании были отправлены 6 из 10 обещанных Украине Леопард 2A4E. В феврале-апреле 2023 года Украина получила 8 танков Леопард 2A4 CAN от Канады. Два Леопарда 2А4 было безвозвратно потеряно под Малой Токмачкой летом 2023 года. В марте 2024 года стало известно что Испания передаст Украине ещё 19 танков Leopard 2A4.

### Финляндия
В период с 2002 по 2003 год Финляндия получила 124 танка Леопард 2A4 со складов Бундесвера. Из них 6 были переоборудованы в мостоукладчики Леопард 2L, 6 — в инженерные машины разграждения Леопард 2R, и 12 машин пошли на запчасти. В 2009 году в качестве источника запасных частей в Германии были куплены ещё 15 танков. С 2016 года 7 Леопард 2A4 переоборудованы в шасси для зенитного комплекса Marksman. По состоянию на начало 2023 года в Финляндии на хранении находилось 100 Leopard 2A4.

### Чехия
В 2022 году в рамках программы «Ringtausch» правительства Германии было заключено соглашение с Чехией о поставке техники вместо переданной Украине. Соглашение предусматривало передачу 14 танков Леопард 2A4, 1 БРЭМ Buffalo, боеприпасы, обучение персонала и аренда БРЭМ Buffalo до поставки изготовленного согласно соглашению. Поставляемые танки изначально находились на вооружении Швейцарии и Германии, и были приобретены компанией Rheinmetall после их списания. Первый танк был передан 22 декабря 2022 года. Поставка остальных ожидается в течение 2023 года.

### Чили
В 2006 году Чили заключила контракт на поставку 140 танков Leopard 2А4 из запасов Бундесвера, причем как минимум 8 из них были куплены в качестве источника запасных частей. Сумма контракта составляла $125 млн за танки, и $112 млн за их ремонт. Позже количество закупленных машин было увеличено до 172. Танки, получившие индекс Leopard 2A4CHL, имеют доработанный турбокомпрессор двигателя для работы в условиях разреженного воздуха на большой высоте в горах.

### Швейцария
Вооружённые силы Швейцарии предпочли Леопард 2 американскому M1A1 «Абрамс» после проведения тендера между ними. В 1984 году было заказано 380 танков. Первые 35 танков поставила компания Krauss-Maffei в 1987 году, а оставшиеся 345 произвела швейцарская компания Eidgenössische Konstruktionswerkstätte (K+W) из города Тун, начиная с 1987 года. В Швейцарии танк получил обозначение Panzer 87. Конструктивно Panzer 87 соответствует германскому Леопард 2A4 пятой партии производства. В конце 90-х годов XX века Швейцария сократила парк эксплуатирующихся танков до 134 единиц. С 2006 года эти машины танка были модернизированы до стандарта Panzer 87WE в рамках программы повышения боевой ценности. Из оставшихся танков двенадцать были переоборудованы в инженерные и саперные машины. Ещё 42 единицы были проданы компании Rheinmetall в конце 2010 года.

### Швеция
В 1994 году Швеция арендовала на 15 лет 160 немецких Леопард 2А4, получивших обозначение Stridsvagn 121 (Strv 121), которые были поставлены в 1994-95 годах. В 2000 году Strv 121 были выведены из эксплуатации и законсервированы. В 2011 году договор аренды был расторгнут. 20 машин были выкуплены Швецией для использования в качестве шасси для инженерной техники, 140 возвращены в Германию.

## Боевое применение

### Сирия
Танки Leopard 2A4 использовались турецкой армией в Сирии в 2016—2018 годах в ходе операций «Щит Ефрата» (около 43 танков, что эквивалентно бронетанковой бригаде) и «Оливковая ветвь».

#### Потери
В ходе операции «Щит Ефрата» были потеряны не менее 10 турецких Leopard 2A4. Половина всех потерь пришлась на противотанковые ракетные комплексы противника (ИГ). Ещё один танк был повреждён ракетой или из миномёта. Два танка подорвались на взрывном устройстве, ещё один получил повреждения днища. Судьба десятого танка не была установлена, предположительно он был захвачен вооружёнными формированиями ИГ.
В ходе операции «Оливковая ветвь» против военных формирований курдов в Сирии 3 февраля 2018 года расчёт сирийских курдов ракетой ПТРК «Фагот» или «Конкурс» уничтожил Leopard 2A4 турецкой армии у населенного пункта Хефтар недалеко от города Африн, где наступали турецкие войска. Ракета попала в переднюю левую часть корпуса Leopard 2A4 в районе дополнительной боеукладки танка, что вызвало детонацию боекомплекта. Турецкая армия подтвердила гибель шести военнослужащих при атаке танка в районе Африна.

#### Анализ потерь
Одной из основных причин потерь турецких Leopard 2A4 в Сирии является то, что они использовались в основном не как танки, а как мобильная артиллерия. Стоящие на месте танки, как правило, были атакованы из ПТРК с бортов или сзади, где Leopard 2A4 имеет слабое бронирование. Кроме того, танки «Леопард-2» имеют фатальный конструктивный недостаток — размещение дополнительной части боеукладки в передней левой части корпуса, опять-таки при слабой защите с бортов. Ещё одной причиной потерь является отсутствие опыта у турецких экипажей и отсутствие доктрины применения танков в городских условиях.

### Украина
Предоставленные странами НАТО танки Leopard 2A4 с июня 2023 года используются украинской армией во время вторжения России на Украину.

#### Потери
7 июня 2023 года в Запорожской области один Leopard 2A4 был уничтожен артиллерийским огнём российской армии во время движения в колонне.